# Cannone da 75/46 C.A. Modello 1934

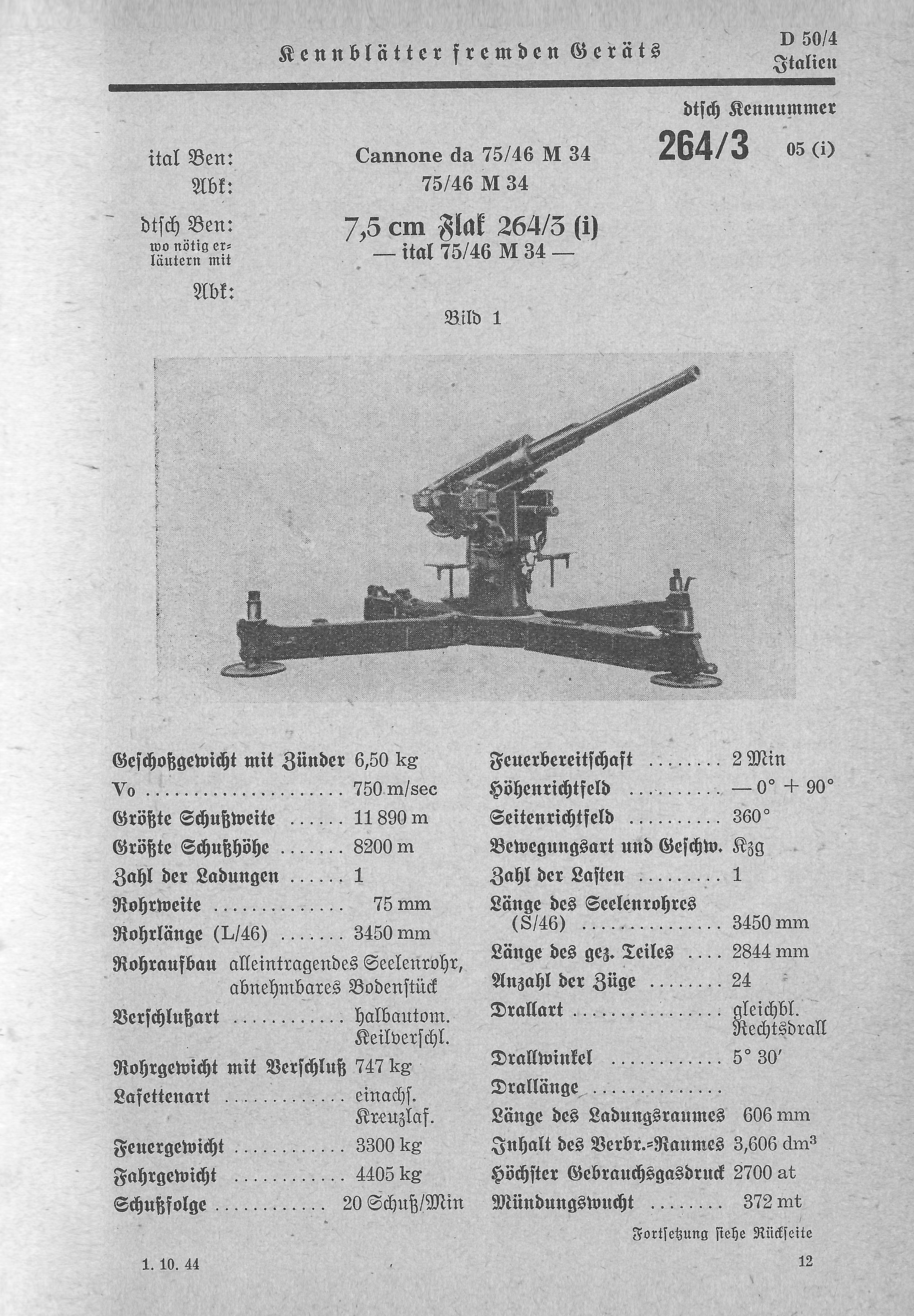
7,5 cm Flak 264/3 (i) <--> Cannone da 75/46 M 34 <--> Kennblätter fremden Geräts D 50/4

A Cannone da 75/46 C.A. Modello 1934 (a C.A. betűk a contro-aerei rövidítése, ami magyarul légvédelmit jelent) egy olasz gyártmányú légvédelmi és páncéltörő löveg volt, amit a második világháborúban használtak.

## Történet
A löveget 1934-ben rendszeresítették, majd a világháború során minden fronton bevetették. Az első világháborús 75 mm-es légvédelmi lövegekhez képest sokkal hatékonyabb fegyver. Habár a lövegcsövek élettartamának megnövelése céljából a lövedékek lőportöltetét csökkentették, ezzel pedig párhuzamosan csökkent a csőtorkolati sebesség és a maximális lőtávolság. Ezen okok miatt a löveg hamar elavulttá vált. Leváltására a 90/53 jelű löveget fejlesztették ki. Olaszország 1943-as kiugrása után mind az amerikaiak, mind a németek bevetették a típust. Német hadrendben a 7,5 cm Flak 264/3(i) jelölést viselte.
A háború során kifejlesztett Semovente 75/46 önjáró löveg fő fegyverzetéül a Cannone da 75/46 szolgált.

## Fordítás
- Ez a szócikk részben vagy egészben  a   Cannone da 75/46 C.A. modello 34 című angol Wikipédia-szócikk ezen változatának fordításán alapul.  Az eredeti cikk szerkesztőit annak laptörténete sorolja fel. Ez a jelzés csupán a megfogalmazás eredetét és a szerzői jogokat jelzi, nem szolgál a cikkben szereplő információk forrásmegjelöléseként.